# Slovaquie aux Jeux olympiques d'hiver de 2018
La Slovaquie participe aux Jeux olympiques d'hiver de 2018 à Pyeongchang en Corée du Sud du 9 au 25 février 2018. Il s'agit de sa septième participation à des Jeux d'hiver.

## Participation
Aux Jeux olympiques d'hiver de 2018, les athlètes de l'équipe de Slovaquie participent aux épreuves suivantes : 
| Sport               | Hommes | Femmes | Total |
| ------------------- | ------ | ------ | ----- |
| Ski alpin           | 3      | 4      | 7     |
| Biathlon            | 5      | 5      | 10    |
| Ski de fond         | 3      | 2      | 5     |
| Patinage artistique | 1      | 2      | 3     |
| Hockey sur glace    | 25     | 0      | 25    |
| Luge                | 4      | 1      | 5     |
| Snowboard           | 0      | 1      | 1     |
| Total               | 41     | 15     | 56    |

## Médailles
| Sport                  | Discipline           | Athlète(s)        | Performance   | Date       |
| Médaille d'or : 1      |                      |                   |               |            |
| Biathlon               | Départ groupé femmes | Anastasia Kuzmina | 35 min 23 s 0 | 17 février |
| Médaille d’argent : 2  |                      |                   |               |            |
| Biathlon               | Poursuite femmes     | Anastasia Kuzmina | 31 min 4 s 7  | 12 février |
| Biathlon               | Individuel femmes    | Anastasia Kuzmina | 41 min 31 s 9 | 15 février |
| Médaille de bronze : 0 |                      |                   |               |            |

| Sport    | Médaille d'or, Jeux olympiques | Médaille d'argent, Jeux olympiques | Médaille de bronze, Jeux olympiques | Total |
| -------- | ------------------------------ | ---------------------------------- | ----------------------------------- | ----- |
| Biathlon | 1                              | 2                                  | 0                                   | 3     |

| Jour     | Date       | Médaille d'or, Jeux olympiques | Médaille d'argent, Jeux olympiques | Médaille de bronze, Jeux olympiques | Total |
| -------- | ---------- | ------------------------------ | ---------------------------------- | ----------------------------------- | ----- |
| 1er jour | 8 février  | —                              | —                                  | —                                   | —     |
| 2e jour  | 9 février  | —                              | —                                  | —                                   | —     |
| 3e jour  | 10 février | 0                              | 0                                  | 0                                   | 0     |
| 4e jour  | 11 février | 0                              | 0                                  | 0                                   | 0     |
| 5e jour  | 12 février | 0                              | 1                                  | 0                                   | 1     |
| 6e jour  | 13 février | 0                              | 0                                  | 0                                   | 0     |
| 7e jour  | 14 février | 0                              | 0                                  | 0                                   | 0     |
| 8e jour  | 15 février | 0                              | 1                                  | 0                                   | 1     |
| 9e jour  | 16 février | 0                              | 0                                  | 0                                   | 0     |
| 10e jour | 17 février | 1                              | 0                                  | 0                                   | 1     |
| 11e jour | 18 février | 0                              | 0                                  | 0                                   | 0     |
| 12e jour | 19 février | 0                              | 0                                  | 0                                   | 0     |
| 13e jour | 20 février | 0                              | 0                                  | 0                                   | 0     |
| 14e jour | 21 février | 0                              | 0                                  | 0                                   | 0     |
| 15e jour | 22 février | 0                              | 0                                  | 0                                   | 0     |
| 16e jour | 23 février | 0                              | 0                                  | 0                                   | 0     |
| 17e jour | 24 février | 0                              | 0                                  | 0                                   | 0     |
| 18e jour | 25 février | 0                              | 0                                  | 0                                   | 0     |
| Total    | Total      | 1                              | 2                                  | 0                                   | 3     |